# Talamello
Talamello é uma comuna italiana da região dos Marche, Província de Pesaro e Urbino, com cerca de 1.093 habitantes. Estende-se por uma área de 10 km², tendo uma densidade populacional de 109 hab/km². Faz fronteira com Maiolo, Mercato Saraceno (FC), Novafeltria, Sogliano al Rubicone (FC).

## Demografia
| Variação demográfica do município entre 1861 e 2011                               |
|                                                                                   |
| Fonte: Istituto Nazionale di Statistica (ISTAT) - Elaboração gráfica da Wikipedia |